# Biofoton
Onder een biofoton (van Oudgrieks βίος dat leven betekent en φῶς, licht) wordt een foton verstaan dat wordt uitgezonden door levend weefsel zonder dat sprake is van bioluminescentie. Hierbij zou sprake zijn van een samenhang met celdeling, die zich door zwak ultraviolet licht zou laten stimuleren. In de jaren 30 van de twintigste eeuw was dit vermeende verschijnsel een bron voor een reeks publicaties, maar het onderzoek ernaar werd al snel gestaakt omdat de beschreven verschijnselen zich ook na zorgvuldig onderzoek niet lieten reproduceren.
Uit onderzoek na 2010 blijkt echter, dat biofotonen wel degelijk bestaan, onder meer uit werk van Sergei Mayburov et al. aan het Lebedev Instituut voor Natuurkunde te Moskou. 

## Geschiedenis
De Russische embryoloog Alexander Gurwitisch publiceerde in 1923 een studie over zwakke fotonenstraling (licht) afkomstig uit levend weefsel. Hij noemde dit indertijd mitogenetische straling, omdat hij een stimulerend effect op de celdeling van nabijgelegen levend weefsel vermoedde. In 1939 schreven Hans Barth and Otto Glasser: "Hoewel er meer dan 600 studies over het probleem van mitogene straling zijn gepubliceerd, zijn er geen eensluidende conclusies, zelfs niet over de fundamentele vraag over het bestaan van dit type straling."
In de eerste helft van de jaren zeventig publiceerde Fritz-Albert Popp met zijn onderzoeksgroep van de Universiteit van Marburg (Duitsland) over een zeer zwakke straling die hij biofotonen noemde en waarvan de golflengte varieerde van 200 tot 800 nm, ongeveer het bereik van zacht ultraviolet licht en verbond hieraan de conclusie dat zeer zwakke straling de celdeling beïnvloedt. Sindsdien heeft Popp uitgebreid over zijn hypothese geschreven en claimt dat "het gehele metabolisme afhankelijk is van licht."